# Limitované hlasování
Systém limitovaného hlasování, v angličtně limited vote, disponuje volič v rámci vícemandátového obvodu počtem hlasů, který je nižší než počet obsazovaných mandátů, ale zároveň větší než jedna. Hlasy získají kandidáti s největším počtem hlasů. V tomto volebním systému není možné hlasy kumulovat. Efektem tohoto volebního systému by mělo být snížení šancí velké strany na zvolení všech jejích kandidátů ve prospěch menších stran.
Pro úspěch v tomto volebním systému je nutné uvažovat strategicky.

## Příklad volebních strategii v limitovaném hlasování
Volby: kandidují dvě strany; při obsazování 4 mandátů v omezeném hlasování, kdy voliči mohou udělit pouze 3 hlasy.
| Strana                   | A    | B    |
| ------------------------ | ---- | ---- |
| Voliči podporující stanu | 900  | 650  |
| Hlasy pro kandidáta 1    | 900  | 650  |
| Hlasy pro kandidáta 2    | 630  | 650  |
| Hlasy pro kandidáta 3    | 620  | 650  |
| Hlasy pro kandidáta 4    | 550  |      |
| Celkem získaných hlasů   | 2710 | 1950 |
| Získaných mandátů        | 1    | 3    |

Strana A nominovala 4 kandidáty, voliči ji ale mohli udělit pouze 3 hlasy. Zatímco 1. kandidát byl oblíbený u všech, zbylí tři kandidáti si výsledky rozdělili mezi sebou. Strana B nominovala pouze 3 kandidáty a volební výsledky si rozdělili rovnoměrně. Přestože strana A získala větší počet voličů i celkových hlasů, tak získává pouze jeden mandát, jelikož kandidáti strany B získali jednotlivě více hlasů než kandidáti 2, 3, 4 strany A.